# La Esperanza (Honduras)
La Esperanza è una città dell'Honduras, capoluogo del dipartimento di Intibucá.
Il comune è stato istituito il 22 settembre 1848 ed ottenne lo status di città nel 1883.

## Clima
ha un clima oceanico (Cfb)